# جيلبرت ستيد
جيلبرت ستيد (Gilbert Stead) (من 1888م حتى 5 من يوليو 1979م)، كان أستاذ الفيزياء ورائدًا في تطوير الأشعة باعتبارها تخصصًا طبيًا معترفًا به.
وعمل ستيد في مختبر كافنديش وتخرج من جامعة كامبريدج عام 1913م. وأثناء الحرب العالمية الأولى كان يعمل في كلية HM Signals في بورتسموث. وبعد انتهاء الحرب، عاد إلى مختبر كافنديش والتدريس. وبدءًا من عام 1923م قام أيضًا بالتدريس في مستشفى غي؛ حيث عمل على تطبيق معرفته بـالطب الإشعاعي على ممارسة الطب. وترك منصبه كأستاذ بجامعة كامبريدج عام 1938م عندما أصبح مديرًا بمستشفى غي. وتقاعد من مستشفى غي عام 1953م.
وكتب ستيد الفيزياء الابتدائية (Elementary Physics)، التي عندما تم نشرها عام 1924م، حظيت بالإشادة كمصدر رائع للمساعدة في مجال الطب الإشعاعي وطلاب كلية الطب.” وتمت طباعة هذا العمل باستمرار وتم نشره في طبعات محدثة لأكثر من 50 عامًا. وفي عام 1939م، ألف كتابه مذكرات في الفيزياء العملية (Notes in Practical Physics) الذي تم استخدامه على نطاق واسع في المدارس البريطانية.

## الدرجات والجوائز والتكريمات
ماجستير ودكتوراه في العلوم وزميل في معهد الفيزياء وزميل في الجمعية الملكية لتشجيع الفنون والصناعات والتجارة وزميل في جمعية كامبريدج الفلسفية ورئيس المعهد البريطاني للتصوير الإشعاعي من عام 1947م إلى عام1948م، ورئيس قسم الفيزياء في مستشفى غي خلال الفترة من 1938م إلى 1953م.

## منشورات مختارة
- جيلبرت ستيد (1924م) الفيزياء الابتدائية (Elementary Physics)، والطبعات اللاحقة خلال عام 1975م.
- جيلبرت ستيد (1939م) مذكرات في الفيزياء العملية (Notes in Practical Physics).
- جيلبرت ستيد (1956م) «ستون عامًا من العمل في مجال الطب الإشعاعي والفيزياء» (Sixty Years of Radiology; Physics) المجلة البريطانية لعلوم الإشعاع 29 (342)، 234-8.

## وصلات خارجية
- Biography of Gilbert Stead from Haverford College;